# جايلز ستيل
جايلز ستيل (بالإنجليزية: Giles Stille)‏ هو لاعب كرة قدم ومدرب كرة قدم بريطاني في مركز الوسط، ولد في 10 نوفمبر 1958 في وستمنستر في المملكة المتحدة. لعب مع برايتون أند هوف ألبيون ونادي كرولي تاون.